# 臼杵藩
臼杵藩（うすきはん）は、豊後国に存在した藩。藩主は稲葉家。藩庁は海部郡臼杵城（現在の大分県臼杵市）に置かれた。

## 概要
鎌倉時代から戦国時代までの豊後国は、大友氏の支配下にあった。キリシタン大名として知られる大友宗麟の治世の末期、薩摩国の島津氏の侵攻により大友氏は存亡の機に立たされたが（豊薩合戦）、丹生島城（臼杵城の前身）に籠城した宗麟の奮戦などによりこれを凌ぎきり、豊臣秀吉の九州征伐により島津氏が討伐されたため滅亡の危機を脱した。豊臣政権下でも大友氏は豊後一国の領有を許されたが、文禄の役で大友義統（宗麟の子）が卑怯なる振る舞いをしたという理由で秀吉の怒りを買って改易され、豊後における大友氏の支配は終焉を迎えた。
その後、豊後国には豊臣家臣団が分散配置されることとなり、臼杵には太田一吉が6万5000石で入った。6万5000石は、豊後に分散配置された諸大名の中では大封である。慶長5年（1600年）の関ヶ原の戦いで、一吉は石田三成との誼の経緯から西軍に与したため、戦後に改易された。その後、稲葉貞通が西軍から東軍に寝返り関ヶ原本戦に参加して武功を挙げたことにより、美濃国郡上八幡4万石から臼杵5万石に加増移封され、臼杵藩の藩祖となった。貞通は斎藤道三や織田信長に仕え、西美濃三人衆の一人稲葉良通の子である。
江戸時代には、稲葉姓を持って幕閣・譜代大名にまで至ったもうひとつの稲葉家があるが、これは林正成（稲葉正成）が良通の孫娘（稲葉重通の娘）を娶ったことから、正成が稲葉氏を称し、そしてその子孫が代々仕えたのが始まりである（良通の孫娘の没後、良通の外孫にあたる女性と再婚したがその女性が後の春日局である）。貞通系の稲葉家は、関ヶ原の戦い後に徳川家の家臣となったため、外様大名として扱われている。
延宝元年（1673年）、5代藩主となった景通により、城下町が整備され藩政が整えられた。
江戸時代中期以降、藩財政は逼迫し、12代幾通の天保元年（1830年）には借財30万両に達した。このため、隠居し幾通を後見していた10代雍通は、天保2年（1831年）、家老の村瀬通吉を「御勝手方総元締」に任じ、天保の藩政改革を断行した。徹底した緊縮財政と新田開発、さらには「御手段」と称する古借財棄捐（借財の踏み倒し）や返済期間猶予の交渉を行うなどの、いささか乱暴な改革を行った。このため藩財政はかなり好転した。
また、11代尊通以降の藩主は、いずれも早逝したり嗣子に恵まれなかったため、時には死後に養子縁組届けを幕府に出す（末期養子）といった、綱渡り的な藩主交代を続けている。
弘化元年（1844年）、農民による狩猟を中心とした鉄砲組を編成し、農兵隊「川登鉄炮卒」が組織された。
幕末は佐幕・倒幕どちらにも与せず中央を傍観する立場をとったが、明治2年（1869年）6月、豊後諸藩の中で最も早く版籍奉還を行い、最後の藩主久通は明治政府より藩知事に任命された。明治4年（1871年）、廃藩置県により臼杵県となり、その後、大分県に編入された。藩主家は、明治2年に華族に列し明治17年（1884年）に子爵となった。

## 歴代藩主
稲葉家
5万石（外様）
1. 貞通
2. 典通
3. 一通
4. 信通
5. 景通
6. 知通
7. 恒通
8. 董通
9. 泰通
10. 弘通
11. 雍通
12. 尊通
13. 幾通
14. 観通
15. 久通

## 領地
- 豊後国
  - 海部郡のうち - 97か村（1町114村）
  - 大分郡のうち - 39か村（46村[1]）
  - 大野郡のうち - 143か村（158村）

※括弧内は『旧高旧領取調帳』の数字